# 圣弗洛里斯
圣弗洛里斯（法語：Saint-Floris）是法国北部-加来海峡大区加来海峡省的一个市镇，属于贝蒂讷区利莱尔县。该市镇2009年时的人口为592人。

## 人口
圣弗洛里斯人口变化图示
| 数据来源：INSEE |